# Horizontal/Vertical
Horizontal/Vertical è  un film argentino del 2009 diretto da Nicolás Tuozzo.

## Trama
Durante una notte, in una città sconosciuta, lo spettatore assiste a sette vicende degli abitanti di un palazzo qualunque. Dal primo all'ultimo piano, tutti i condomini vivono esperienze particolari connesse al tema del sesso.
Mentre sta facendo ginnastica nel suo appartamento, Ana viene aggredita da uno sconosciuto che la stupra; in seguito, si trova a dover gestire con grande difficoltà l'interrogatorio con il poliziotto che si presenta da lei per raccogliere la denuncia.
La psicologa Mariela, specializzata nella dipendenza dal fumo, riceve il timido e imbranato Juan, che in realtà ha chiesto l'appuntamento perché innamorato di lei.
Ernesto, artista tetraplegico che vive con la madre Albita, assume la prostituta Guadalupe per soddisfare le sue esigenze.
L'anziano violinista Rolando, in cerca di ispirazione, osserva la sensuale dirimpettaia dalla finestra.
Un club di uomini ha una regola fissa: vietato innamorarsi.
Un vecchietto in fin di vita cerca di esaudire l'ultimo desiderio.
Due amiche adolescenti, di cui una malata di cancro, si sottopongono ad una prova di amicizia legata alla perdita della verginità.

## Produzione
Il film uscì nelle sale argentine nel mese di ottobre del 2009.
Fu il secondo lungometraggio del regista Nicolás Tuozzo, che aveva ricevuto diversi riconoscimenti con la sua opera prima Próxima salida. Tuozzo spiegò il senso del film affermando: "Basta spiare un microcosmo tra quattro mura per scoprire il mondo; perché come è sopra, così è sotto, e come è dentro, così è fuori, in questo universo orizzontale/verticale".
La pellicola fu girata con una serie di falsi piani sequenza e presentò le singole storie come episodi concatenati.
Il cast vide la presenza di grandi nomi del cinema argentino e, a questo proposito, Tuozzo dichiarò: "Tutte le storie sono state girate in quattro o cinque giorni. Questo ci ha permesso di avere un cast molto importante [...] Per gli attori, a causa di questa questione del tempo reale, all'inizio sembra un'esperienza teatrale, ma per me è totalmente cinematografica. Gli attori? È bello avere buoni amici attori".
Per via delle tematiche trattate, fu segnalato come adatto ai maggiori di sedici anni.

## Accoglienza
José Luis De Lorenzo su Asalallena lo definì "un film di disconnessione" e scrisse: "La macchina da presa furtiva di Tuozzo si aggira tra storie e personaggi con minuziosi piani sequenza, si comporta come l'acqua nelle tubature, la brezza che esce da una finestra, passa attraverso soffitti, pareti, porte e aperture. Questa tecnica di ripresa agisce, viene eseguita in modo naturale e agile, contrariamente allo sviluppo delle molte storie che vengono presentate. Talmente tante che finiscono per annoiare, sconcertano quando si vuole interiorizzare anche solo una di essi, risultando in un'esperienza cinematografica interminabile e dimenticabile".
Juan Pablo Russo di EscribiendoCine apprezzò il film, sia per gli aspetti tecnici che per quelli artistici e affermò: "Senza dubbio, il film raggiunge il suo culmine più intenso nell'episodio dello stupro, che in tempo reale (anche se senza il sadismo di Irréversible di Gaspar Noé, 2002) viene romanzato da Mike Amigorena e Romina Yan fuori da ogni stereotipo, o nel passaggio comico di Andrea Politti con Benjamín Rojas. Anche se (di gran lunga) il migliore è quello composto dal trio di attori Miras-Onetto-Cortese a causa dell'assenza di pregiudizio con cui viene trattato un argomento così controverso come il sesso nei disabili".
Su La Nación, il critico Adolfo C. Martínez elogiò le performance attoriali: "Un cast di nomi importanti copre ciascuno di questi dipinti quotidiani, e lo fa con indubbia qualità, poiché sia l'abilità di Duilio Marzio che la sincerità di Darío Grandinetti o le composizioni molto ben risolte di Rita Cortese e Romina Yan forniscono la necessaria dose di veridicità a questo coro di personaggi quasi agonizzanti".
Il quotidiano Clarín non recensì positivamente la pellicola, sostenendo che "include una combinazione di dramma e grottesco, con tentativi - falliti - di generare umorismo, emozione, suspense e, peggio ancora, qualcosa di simile alla "denuncia", da personaggi così poco plausibili di tali archetipi".
Su Página/12, Horacio Bernades lodò la fotografia, le musiche e le interpretazioni, ma assegnò al film un voto di 5, con la seguente motivazione: "È troppo simile a un pot-pourri, composto da frammenti che danno la sensazione di passare da una prospettiva a volo d'uccello, per assolvere a un impegno inesistente".